# Aichtal
Aichtal è una città tedesca di 9 893 abitanti, situata nel land del Baden-Württemberg.